# Dellys
Pour les articles homonymes, voir Dellys.
Dellys  (en tamazight: ⴷⵍⵍⵙ - Delles, en arabe algérien: دلس, Rusuccuru à l'époque antique, puis Tedellis durant la période médiévale) est une commune algérienne située dans la wilaya de Boumerdès, dans la daïra de Dellys. Elle se trouve à 50 km de Boumerdes, chef-lieu de la wilaya, à 45 km de Tizi Ouzou et à 100 km environ de la capitale Alger. 
Elle est le chef-lieu de la daïra homonyme. Ville portuaire antique, elle dispose d'une petite médina classée, qui a bénéficié d'un plan de restauration et de réhabilitation après le séisme de 2003.

## Toponymie
Le nom Dellys est une simplification du nom berbère médiéval Tedelles, probablement par élision du préfixe berbère ta. Ce nom peut être rapproché de Adles, sorte de plante vivante près des cours d'eau, appelée le dis en français, lui-même déduit de l'appellation grecque Addyma.
Le toponyme de la ville se présente sous plusieurs variantes dans les sources arabes : Tadallas, Tadlas, Tadllis. Dans le cadre des dictionnaires arabes du Moyen Âge, le terme dalas est enregistré comme signifiant « venant de l'obscurité ». Par ailleurs, le terme al-dallas est répertorié comme ayant la signification de « obscurité ». Une autre forme dérivée, tadalus, est rapportée comme signifiant « la discrétion ou le mystère », ou encore « ni imposteur, ni perfide ». Enfin, le terme tadlis est mentionné comme signifiant « manger petit à petit ».
Son nom antique punique est Rusuccuru qui signifierait le « cap de la perdrix ». Il n'y a aucune relation entre le nom antique et le nom médiéval. Il est plausible que ce toponyme ait une origine berbère, dérivant du verbe ekker signifiant « se lever », ou peut-être de sa forme alternative sekker signifiant « faire lever ». De là découle le substantif tasekkourt, qui se traduit par « perdrix » ou littéralement « celle qui se fait lever ». Il semble  plausible que la région, avant l'arrivée des Phéniciens, était déjà appelée Ousekkourt. Ces derniers ont adopté ce nom pour désigner leur emporium ainsi que le cap qui abritait Rous-Ousekkourt. Par contraction, cela a donné Rousekkrou en grec et Rusucuru en latin.

## Géographie

### Situation
Dellys est une ville côtière sur le littoral algérien, elle est un chef-lieu de commune situé à 51 km de la ville de Boumerdès, chef-lieu de wilaya, à 105 km à l'est d'Alger et à 40 km au nord de Tizi-Ouzou. 
| Mer Méditerranée, Sidi Daoud | Mer Méditerranée   | Mer Méditerranée, Afir |
| Sidi Daoud                   | Dellys             | Afir                   |
| Sidi Daoud, Ben Choud        | Ben Choud, Baghlia | Afir                   |

### Relief, géologie, hydrographie

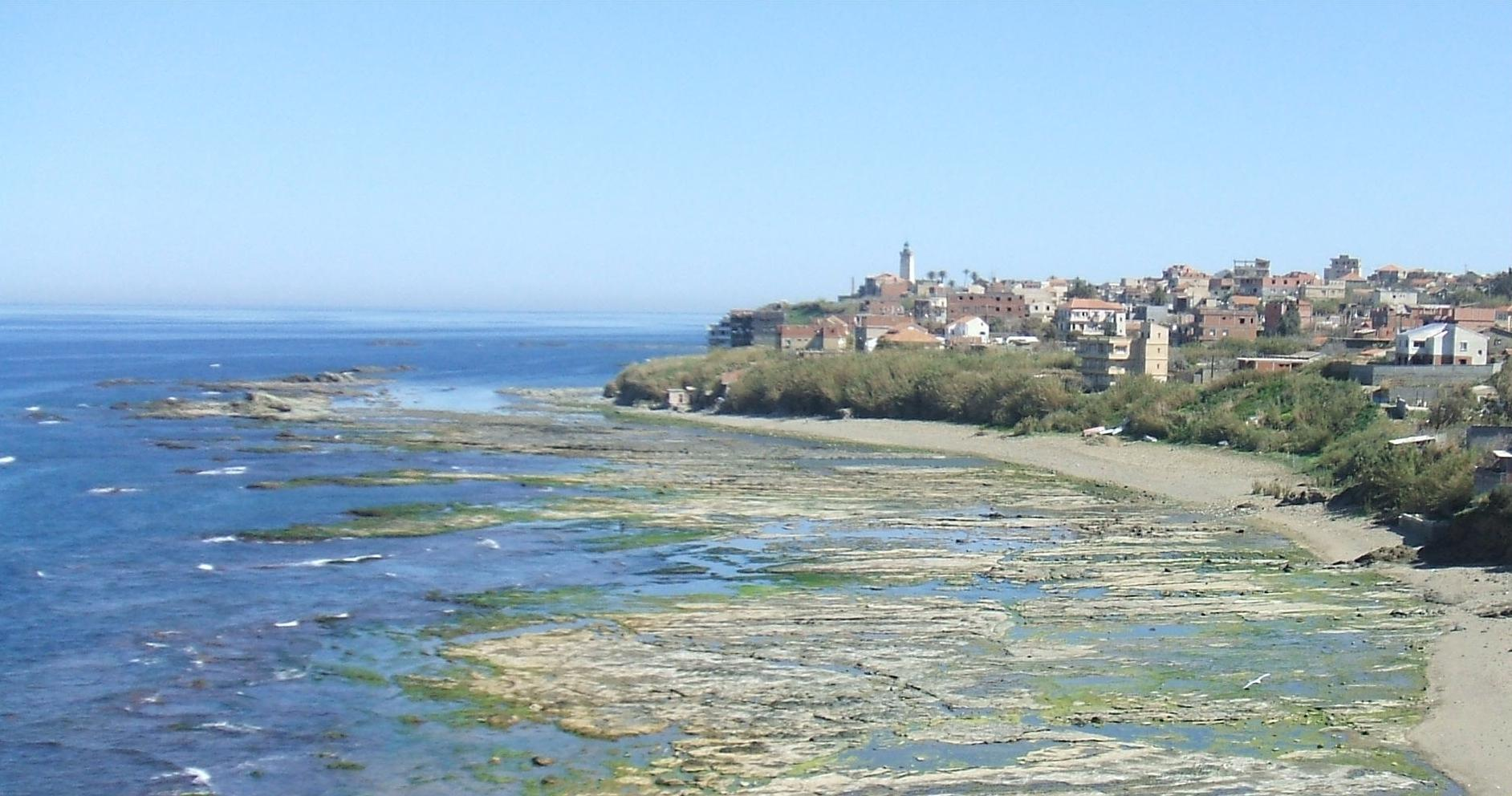
Littoral de Dellys.

La commune est traversée par l'oued tizza. Dellys est située à quelques kilomètres de l'embouchure de l'oued Sebaou, à l'abri du Cap Bengut.

### Transports
Trois destinations existent : Dellys - Alger ; Dellys - Boumerdes et Dellys - Tizi Ouzou.
La commune de Dellys est desservie par la Route nationale 24 (Route de Béjaïa). L'ouverture de la route directe Alger - Dellys, avec de grands ponts sur les Oueds Isser et Sebaou, l'a rendu plus accessible aux Algérois.

### Lieux-dits, quartiers et hameaux
À sa création, en 1984, outre son chef-lieu Dellys-ville, la commune de Dellys est composée des localités suivantes :
- Takdamt
- Beni Azeroual
- Asouaf
- Touhabet
- Boukmach
- Bouafia
- Brarat
- Dar El Melh
- Boumedas
- Ouled Mahdjoub
- Beni Amara
- Tizeghouine
- Dar Rabah
- Ouled Sabeur
- Cheggia
- Mezoudj
- Houasna
- Azrou

### Climat
Le climat à Dellys est chaud et tempéré, de type méditerranéen. En été, les pluies sont moins importantes qu'elles ne le soient en hiver. La classification de Köppen est de type Csa. La température moyenne est de 17.5 °C et la moyenne des précipitations annuelles dépasse les 800 mm.
| Mois                              | jan. | fév. | mars | avril | mai  | juin | jui. | août | sep. | oct. | nov. | déc. | année |
| --------------------------------- | ---- | ---- | ---- | ----- | ---- | ---- | ---- | ---- | ---- | ---- | ---- | ---- | ----- |
| Température minimale moyenne (°C) | 8,5  | 8    | 10   | 11,9  | 14,7 | 18,4 | 21,6 | 22,5 | 20   | 17   | 12,5 | 9,7  |       |
| Température moyenne (°C)          | 11,1 | 11   | 12,9 | 15    | 17,8 | 21,7 | 24,9 | 25,6 | 23   | 20   | 15   | 12,2 | 17,5  |
| Température maximale moyenne (°C) | 13,8 | 13,8 | 15,8 | 17,7  | 20,5 | 24,6 | 27,8 | 28,6 | 25,9 | 23   | 17,8 | 14,9 |       |
| Précipitations (mm)               | 132  | 101  | 79   | 66    | 49   | 8    | 2    | 5    | 35   | 72   | 137  | 137  | 823   |

| Diagramme climatique                                  |          |          |            |            |           |           |           |          |        |             |            |
| J                                                     | F        | M        | A          | M          | J         | J         | A         | S        | O      | N           | D          |
| 13,88,5132                                            | 13,88101 | 15,81079 | 17,711,966 | 20,514,749 | 24,618,48 | 27,821,62 | 28,622,55 | 25,92035 | 231772 | 17,812,5137 | 14,99,7137 |
| Moyennes : • Temp. maxi et mini °C • Précipitation mm |          |          |            |            |           |           |           |          |        |             |            |

## Histoire

### Préhistoire et antiquité

Resecurus et l'Algérie orientale sous Juba II

Le site a été occupé dès la préhistoire, il existe des vestiges qui le montrent, dont une hache polie, la plus grande trouvée au Maghreb, et plusieurs petits dolmens et allées couvertes à Takdempt.
La ville a tiré son importance du site portuaire qu'elle domine, Dellys était un port convenable pour les navigateurs antiques, c'était le seul mouillage relativement abrité entre Alger et Béjaïa. Cette escale dut être fréquentée très tôt par les navigateurs puniques qui l'ont nommé Rusuccuru.
La ville romaine de Resecurus est fondée vers l'an 42. Après le découpage administratif du royaume de la Maurétanie à la suite de la mort du roi mauritanien Ptolémé, elle était annexée aux provinces romaines. L'empereur romain Claude lui accorde le droit de cité en l'élevant au rang de municipe de droit romain. L'oligarchie locale, sans doute déjà romanisée en partie à titre individuel, acquit en bloc la citoyenneté. À la fin du second siècle, deux petites villes jumelles, Iomnium et Rusippisir (Tigzirt et Taksebt), situées à 25 km à l'est, étaient aux mains de notables de Resecurus. Il  demeure quelques vestiges : débris de remparts, citernes.
Plus tard, la cité fut peut-être promue au rang de colonie et le christianisme s'implémente à Rusuccuru. Marcienne de Césarée, martyrisée en 299, en était originaire. La région fut dévastée en 373-375 par la révolte de Firmus. En 411, deux évêques s'affrontaient, un catholique et un donastique. En 419, un évêque catholique est désigné comme l'un des trois légats de la province ecclésiastique de Maurétanie Césarienne au concile de Carthage. Rusuccuru était sans doute réoccupée par les Byzantins dans la première moitié du VIe siècle, comme une simple escale sur la route maritime vers Caesarea (Cherchell).

### Période médiévale islamique

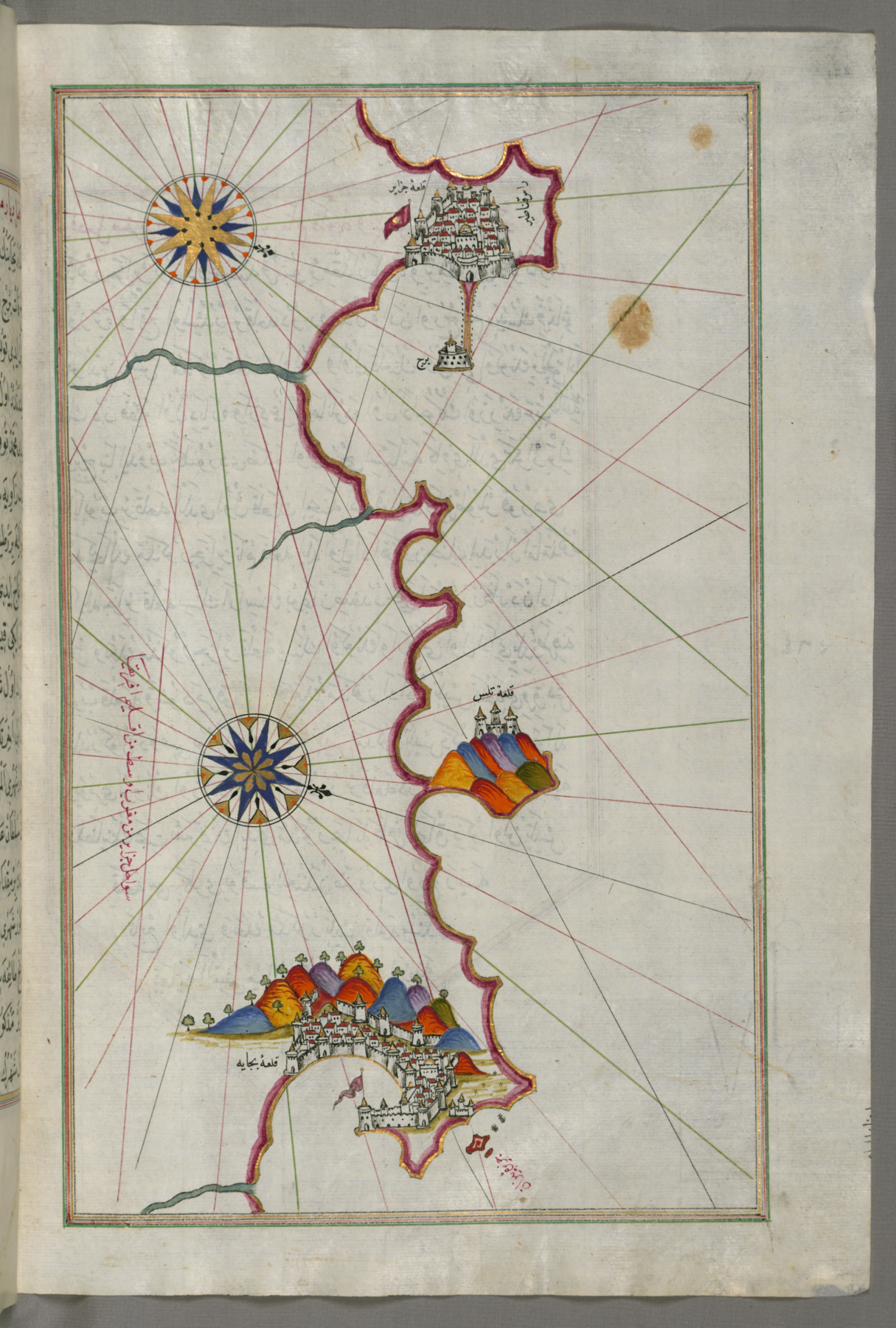
Carte par Piri Reis sur laquelle on voit Tedles entre Alger et Béjaia.

La ville antique est détruite par un tremblement de terre ou par les invasions, son site réapparaît ensuite au XIIe siècle sous le nom berbère de Tedellis ou Tadellest. Un roitelet d'Almeria, chassé de son royaume par les Almoravides, vient chercher asile et protection à Béjaia auprès d'Al-Mansur. Le monarque hammadide lui désigne comme gouverneur de la ville.
Tedles reçoit à cette époque la première vague d'Andalous et commence à subir leurs influences dans divers domaines, notamment culturel. Al Idrissi le décrit au XIIe siècle : « Tedlès, située sur une hauteur, est entourée d’une muraille. Le pays environnant présente un aspect riant ; tous les objets de consommation y sont à bas prix ». Il signale également la fertilité des environs et l’abondance du bétail qu’on exporte dans les régions voisines. Durant l'époque almohade, Tedles connut une occupation temporaire des Banu Ghaniya, qui se présentaient avec leur flotte en 1185 devant Bougie, dont ils s'emparaient sans résistance. 
Puis, la situation politique maghrébine devient instable. Un gouverneur zianide est installé dans la ville, dès le règne de Yaghmoracen Ibn Ziane. Mais la cité change de mains, alternativement entre hafsides et zianides au gré des circonstances. Elle commence à subir les razzias chrétiennes qui dévastent la côte tous les étés. Tedellis, perchée sur son promontoire, était protégée par la forte muraille antique.

### Période ottomane

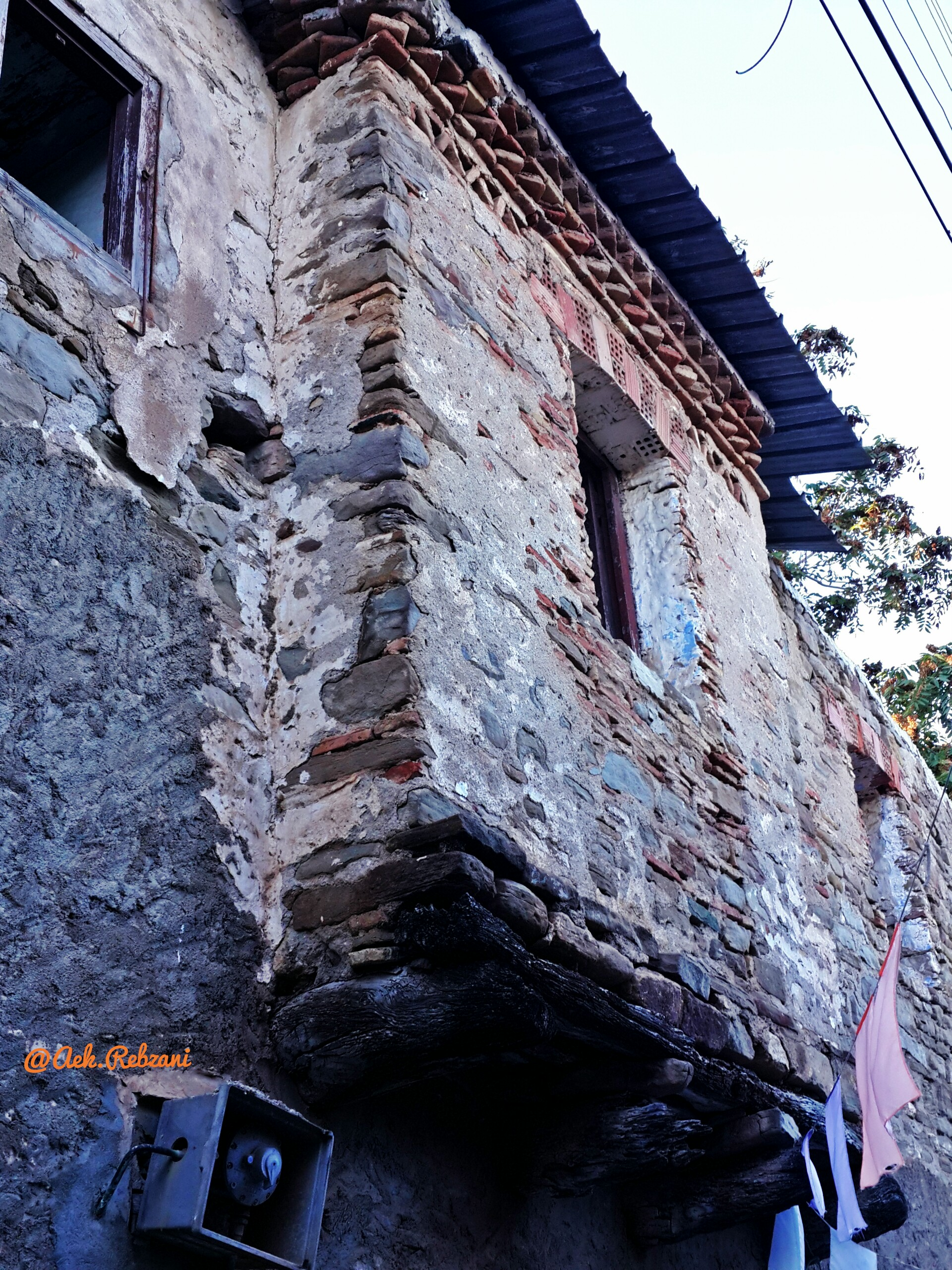
Les kbous sont d’inspiration ottomane.

Au début du xvie siècle, le gouverneur de Dellys dépendait du souverain de Béjaia et devient tributaire de l'Espagne, après la prise de Béjaia en 1509. Il préféra ensuite se soumettre aux Turcs d'Alger. Dès lors, la ville suivit étroitement le sort d'Alger.
La ville connaît durant cette période une deuxième vague d'immigration andalouse. Cette nouvelle vague d'immigrés se composait de gens simples contrairement à la première vague, qui se composait d'élites et de savants. Elle était intense, et plusieurs familles s'établissaient à Dellys, surtout après la décision des Espagnols d'expulser tous les musulmans d'Espagne. Ceci entraîne la consolidation d'une population d'origine espagnole qui apportait ses traditions, sa culture, l'urbanisme, l'architecture, le savoir-faire artisanal et gastronomique. La population de la ville va doubler, les plus grandes familles étant d'origine espagnole. 
La cité bénéficie d'une certaine prospérité, bien décrite par Léon l'Africain : « Tedelles est une ville antique, bâtie par les Africains [...] Ses habitants sont pour la plupart teinturiers parce que la ville possède plusieurs sources et ruisseaux. Ces gens sont aimables et mènent joyeuse vie. Presque tous savent très bien jouer du luth et de la harpe. Ils ont beaucoup de terrains de culture fertiles en blé. Chacun d'eux s'habille convenablement, comme le font les citoyens d'Alger. Tous ont coutume de pêcher au filet et ils prennent beaucoup de poisson. ».  
La ville de Dellys, comme les villes d'Alger, Blida, Koléa et Cherchell, étaient  rattachée à Dar Es-Soltane. L'urbanisme se manifeste par la construction de la haute Casbah (citadelle), les habitations contenaient souvent un puits ainsi que des égouts d'évacuation d'eaux usées. Dellys se situe parmi les petites villes littorales de l'Algérie précoloniale à l'instar de Ténès et de Cherchell.

### Période contemporaine

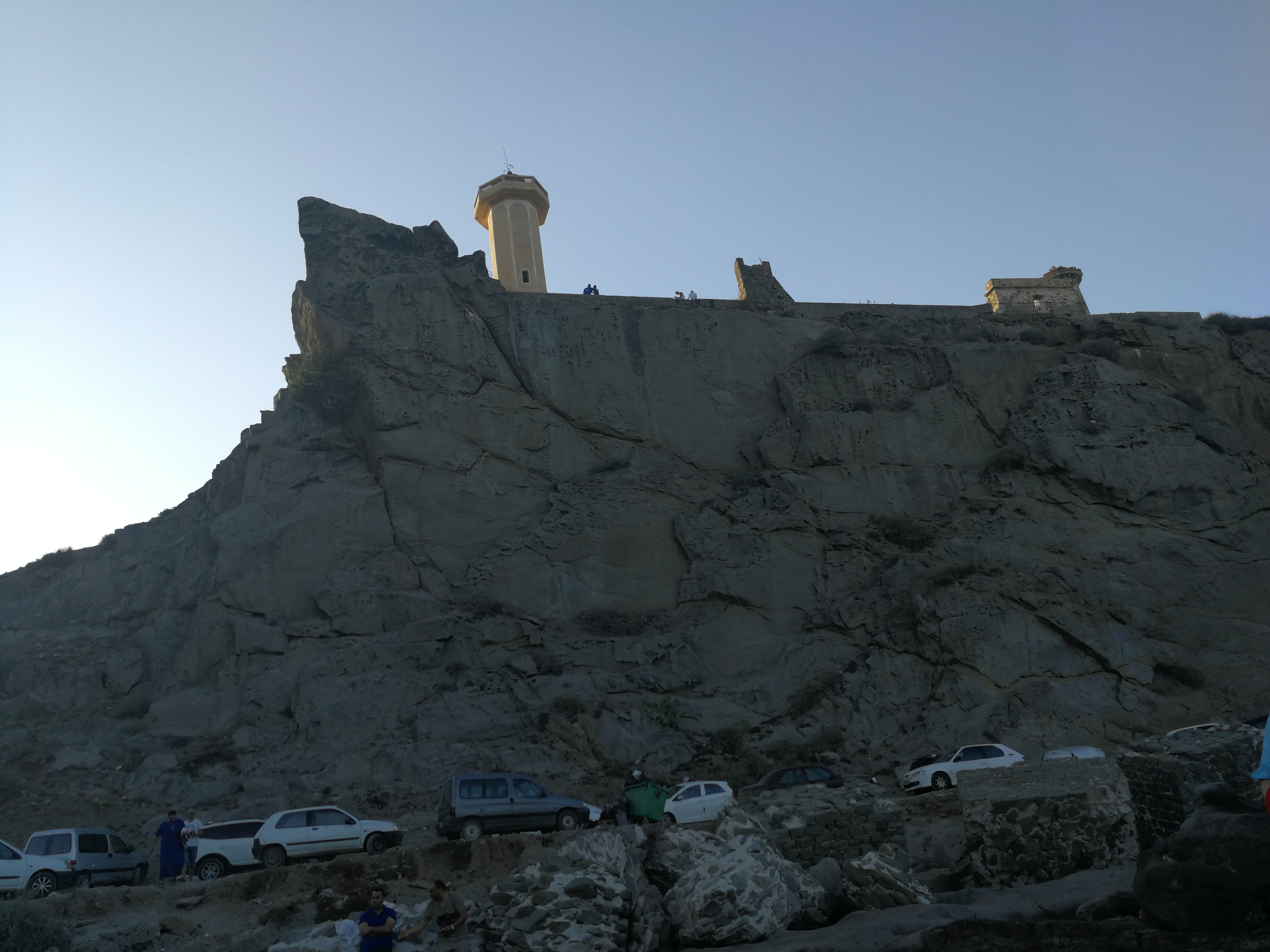
L'ancien port.

Durant la conquête française, après le naufrage du Sylène sur la côte Dellys (en) en 1830, une première soumission de Dellys (en) a eu lieu en 1837, mais la ville dut être conquise en 1844 (en) par les troupes du général Bugeaud. Le premier centre de population européenne est installé en 1845. Elle devient l'entrepôt de la Kabylie occidentale, mais le développement ultérieure de Tizi Ouzou, mieux situé, au centre de la kabylie, lui fait progressivement ombrage. Le déclassement de la voie ferrée Boghni - Draa Ben Khedda - Dellys en 1936 finit de lui enlever tout rayonnement vers l'intérieur du pays. 
La population indigène resta à la Casbah tandis que les Européens s'installent dans la ville nouvelle. Progressivement, la Casbah décline et les activités commerciales se déplacent vers la ville coloniale réduisant la Casbah se transforme en un quartier principalement résidentiel, avec quelques équipements religieux. À la fin de la guerre de libération nationale, qui fut très brutale, culminant avec les actions de l'O.A.S, on assista au départ massif des français, abandonnant ainsi des quartiers entiers. Avec l'exode rural après l'indépendance, la ville connaît un étalement important.
Dellys a été secouée par le séisme du 21 mai 2003, puis a connu des inondations en 2007. Des travaux de restauration et de réhabilitation de la vieille ville, ont été entamés en 2007 dans le cadre d'un plan permanent de préservation et restauration.

## Démographie
Selon le recensement général de la population et de l'habitat de 2008, la population de la commune de Dellys est évaluée à 32 954 habitants contre 28 229 habitants en 1998, dont 22 013 habitants dans l'agglomération chef-lieu.

## Administration et politique
Dellys est le siège de daïra depuis 1974, constituée des communes d'Afir et Ben Choud.
Elle est érigée en commune de plein exercice en 1856, puis rattachée au département de Tizi Ouzou en 1956.

### Maires de 1874 à 1962
Liste des maires de Dellys avant l'indépendance de l'Algérie le 5 juillet 1962 :
|     | Prénoms et Noms   | Début du Mandat  | Fin du Mandat |
| 1er | Christian Orlandi | 10 décembre 1919 |               |
| 2e  | Paul Zamouth      | 08 mai 1925      |               |

### Maires après 1962
Sous le coup de poursuites judiciaires, le maire de la ville est suspendu de ses fonctions à titre conservatoire le 8 mars 2020.

## Santé
L'hôpital de Dellys est la structure principale de santé dans la commune de Dellys. Cet établissement public hospitalier (E.P.H.) de Dellys a une capacité technique de 150 lits ainsi qu'une capacité organisée de 162 lits répartis de la manière suivante:
- Médecine interne (homme/femme): 67 lits.
- Maternité/gynécologie: 32 lits.
- Pédiatrie: 32 lits.
- Chirurgie générale: 31 lits.

En outre, il existe d'autres établissements affiliés :
- Hôpital (E.P.H.).
- Polyclinique de Dellys.
- Centre de santé de Dellys.
- Salle de soins de la Nouvelle Ville.
- Salle de soins de la Cité El medjni.
- Salle de soins de Takdempt.
- Salle de soins de Azerou.

## Économie

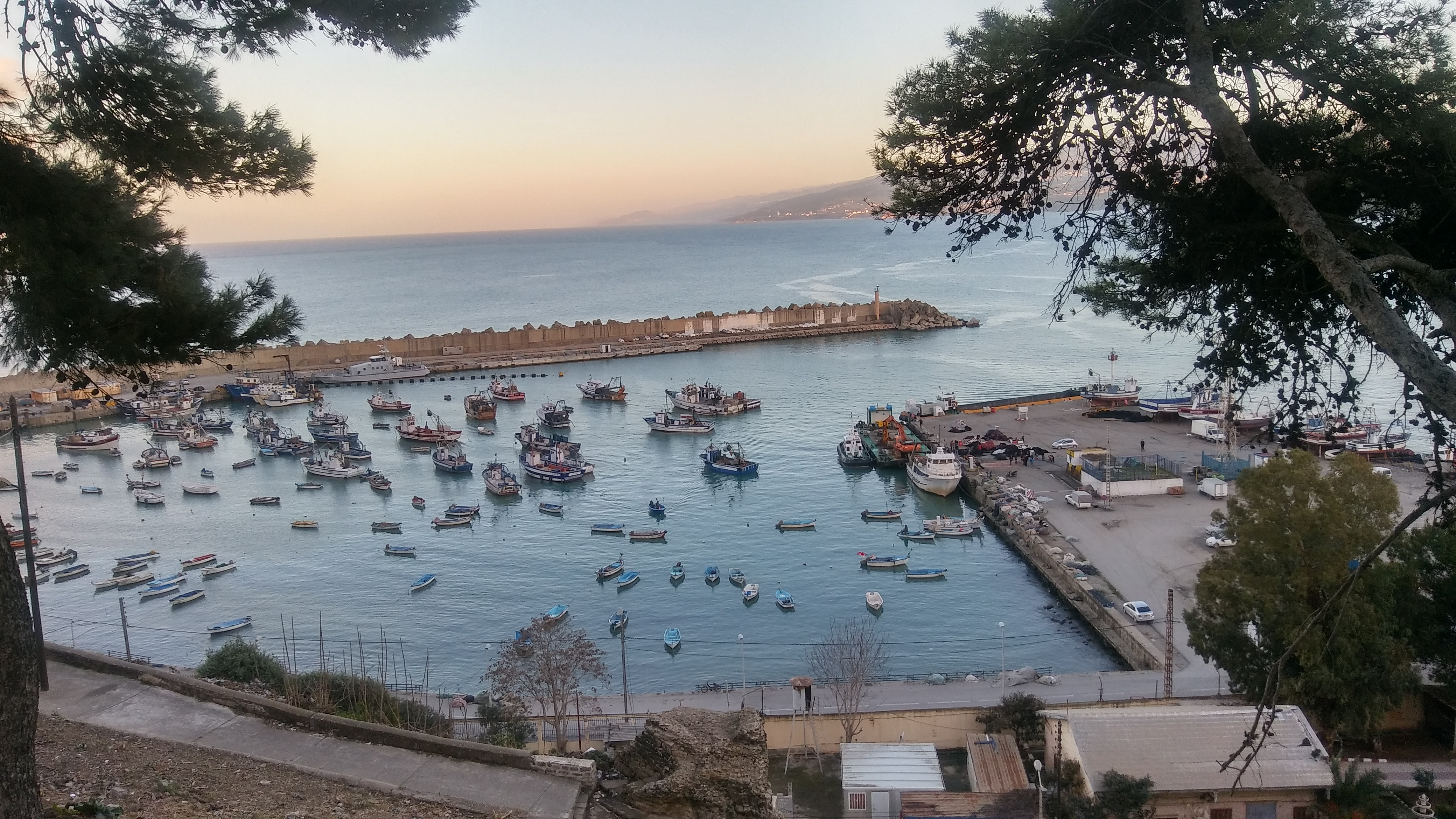
Port de Dellys.

Dellys est une station estivale et dispose d'un petit port de pèche. Le port de Dellys a une capacité d'accueil globale de 100 embarcations de pêche. C'est un port mixte, utilisé également pour le commerce.
Le port réalisé en 1925, connaît une saturation totale en navires accostant à son niveau. Pour remédier à cette situation, les responsables du secteur ont décidé de le réaménager. En effet, outre les travaux de confortement réalisés après le séisme de 2003, une opération de dragage pour corriger son plan d'eau a été lancée. Sa flotte est composée de 11 chalutiers, 32 sardiniers et 150 petits métiers.
Dellys, toutefois, souffre de sa situation à l’écart des grands axes de développement de l’Algérie contemporaine. Elle possède aussi une zone d'activité et de dépôt. L'art de la vannerie est important, connu sous l'appellation Doum, les artisans fabriquent divers produits traditionnels : Essaafa (panier à 2 anses), T'bek  (corbeille), M'dhel (sorte de grand chapeau, porté par les paysans en été), ou encore Senadj (sorte de couffins destinés à la conservation des raisins et figues séchés), des tapis de prière et d'ornementation et des cordes.

## Urbanisme

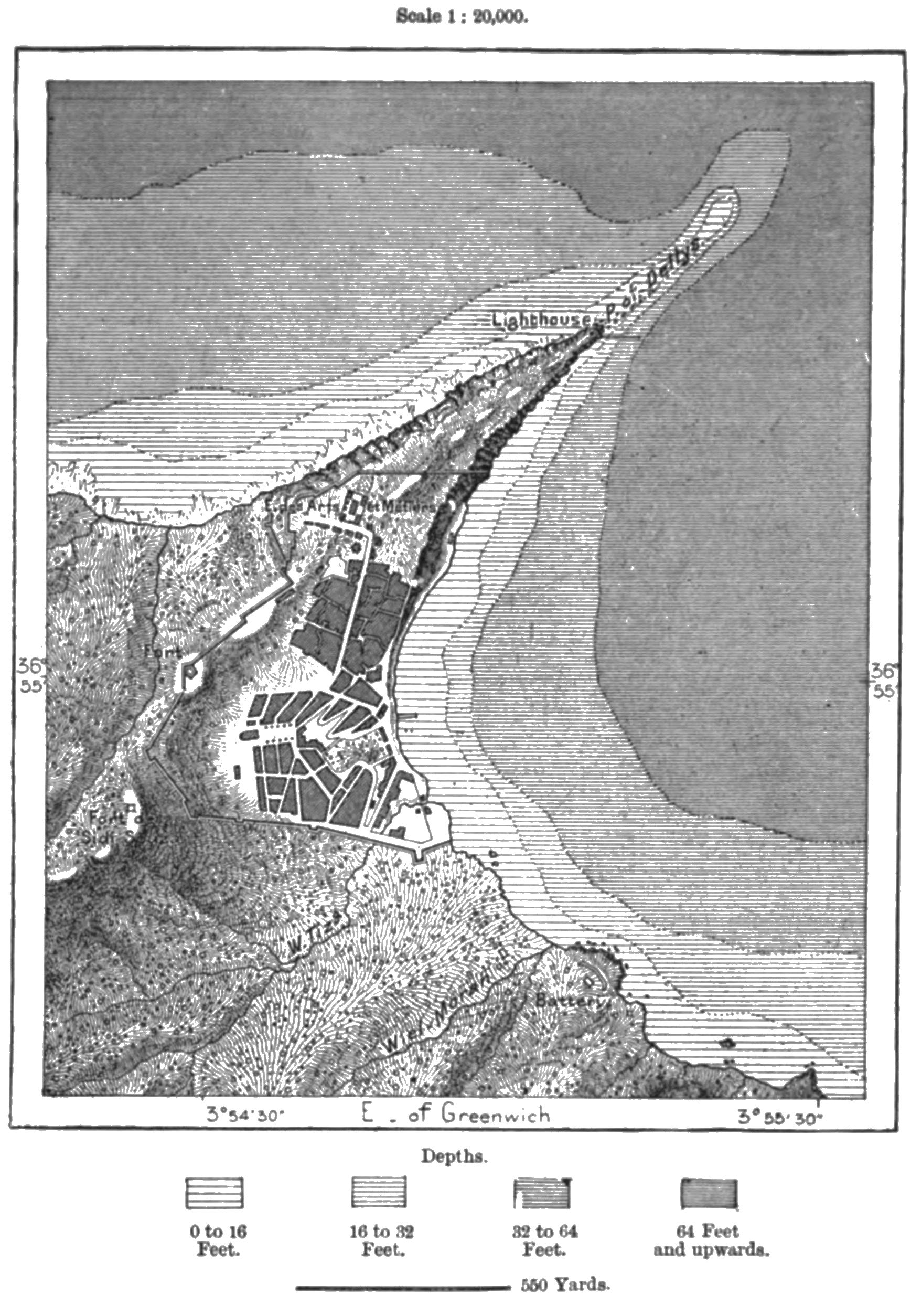
Plan de Dellys à la fin du XIXe siècle.

L'espace historique de Dellys est composé de deux parties, ainsi que de zones non construites : ce sont les quartiers de la Casbah et de la ville européenne et les zones correspondant aux cimetières et à la bande marine qui entoure la pointe rocheuse. Une nouvelle ville a vu le jour durant les années 1990. Du fait de son fractionnement en trois noyaux, la ville ne comporte de centre, si ce n’est la place, avec la mairie et la poste.
La Casbah est l'espace urbain le plus ancien, le plus significatif sur le plan culturel et historique, correspondant à la ville intra-muros de Dellys avant la colonisation française. Elle est bordée au nord par le mur rempart, à l'est par la zone des cimetières, au sud par la zone portuaire et à l'ouest, par le quartier européen. La Casbah est un produit de la culture locale, ayant subi des influences de diverses  civilisations de la méditerranée, notamment andalouse. 
En 1844, lors de l'occupation française, la médina a été coupée en deux par la route nationale 24. Elle s'étend sur 16 ha : 9 ha pour la Haute-Casbah et 7 ha pour la Basse-Casbah. La Basse-Casbah compte quatre quartiers Sidi El-Harfi, Sidi El-Boukhari, Houmet Edderb et Houmet El-Mizab. La Haute-Casbah compte aussi quatre quartiers qui abritent chacun le tombeau d'un saint.
L'architecture traduit une influence ottomane plus importante qu'a Alger ou Constantine. La vue d’ensemble de la Casbah rappelle les villages nichés dans les montagnes de la Kabylie. Les maisons et quelques éléments typologiques se rapprochent des habitations de l'Andalousie. Le bâti ancien de la Casbah se compose aujourd'hui des bâtiments religieux, les mausolées, et du bâti traditionnel à usage résidentiel. Les maisons traditionnelles sont constituées d'un accès appelé sqifa, une chambre de provisions appelée mekhzen, les chambres communes se répartissent autour une grande cour (wast eddar).
La ville européenne s'est développée de part et d'autre du prolongement de la voie centrale de la Casbah, en franchissant ses remparts du côté sud. De nombreux quartiers de logements et des équipements ont été construits, tels l'église, le marché couvert et deux casernes militaires. Avec le quartier de la marine, l’extension de la ville descend jusqu'à la mer. Ce quartier se caractérise par son réseau de voiries en damier à tracé rectiligne.
La zone suburbaine des Jardins, communément associée à l'arrivée des Andalous, a connu un développement remarquable sur un ancien rivage surélevé orienté vers le Nord. Au cœur de cette région se trouve un centre de regroupement, la Cité des Jardins, dont l'origine remonte à l'époque de la guerre d'indépendance. Cette cité est caractérisée par des maisons en dur soigneusement érigées au milieu de petites parcelles ceintes de haies de roseaux.
Les premières bases de la ville furent jetées vers 145 avant J.-C., avec la construction d'un comptoir  phénicien. La ville romaine se développe ensuite durant plusieurs siècles. L'ancien castrum romain est situé au Nord-Est de la ville actuelle, sous la partie nord de la médina. La ville moyenâgeuse se superpose à la ville antique. Toute la ville du XIXe et XXe siècles s'est développée sur le flanc nord–est de la montagne de Assouaf, probablement pour se protéger des vents. Dellys a été la seule ville de Basse-Kabylie avant 1860.

## Patrimoine
Dellys dispose d'une petite médina, bâtie au-dessus du port. La casbah de Dellys, qui comptait plus de 1 000 maisons, a été classée patrimoine national protégé en 2005. Elle est ceinte par un puissant mur de pierres datant des époques romaine et hammadide, qui s'allonge sur une 100 m. Cette kasbah comprend des maisons typiques avec des toitures en tuiles et une architecture du XVIe siècle.
En outre, elle comprend des fontaines couvertes de céramiques ainsi que des mausolées abritant les tombeaux des saints. La ville abrite également quelques vestiges romains : remparts, citernes. Le mausolée de Sidi Soussane domine la ville. Trois sites religieux ont été restaurés : l'école coranique de Sidi Amar, située dans la basse casbah, est antérieure à l'époque coloniale ; ainsi que le tombeau et l'école coranique Sidi M'hamed el harfi.
La grande mosquée de Dellys datant de l'époque ottomane, était détruite en 1844, par les autorités coloniales pour installer un hôpital militaire. Après moult pressions de la part des Algériens, une réplique exacte de cette mosquée a été érigée en 1847 dans la partie haute de la casbah. Appelée la mosquée « el isleh », ce lieu de culte, érigé dans le style ottoman, est connu pour son minaret quadrilatère à étages et son dôme en demi-sphère. Situé en plein centre-ville, il est considéré comme le point de départ de toutes les routes principales et secondaires de la cité.
Au pied de la kasbah, il existe trois phares dont le plus ancien remonte à l'époque phénicienne. Le plus récent, celui de Benguet, plus connu sous l'appellation de « Bordj Fnar », a été construit en 1881. Il est d'une hauteur de 25 mètres, et fonctionne avec un projecteur émettant des rayons lumineux d'une portée de 95 km.

Médina de Dellys
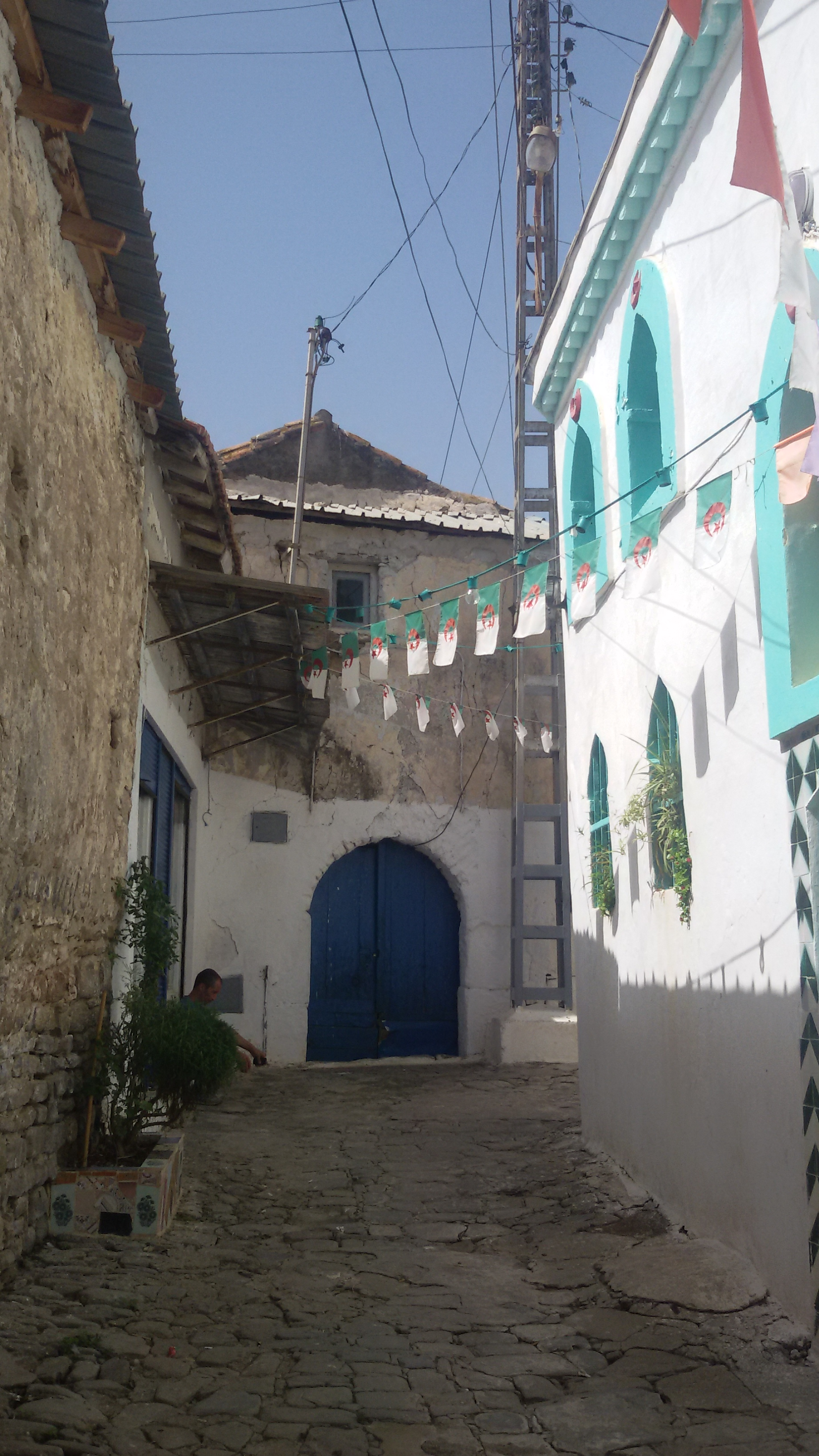
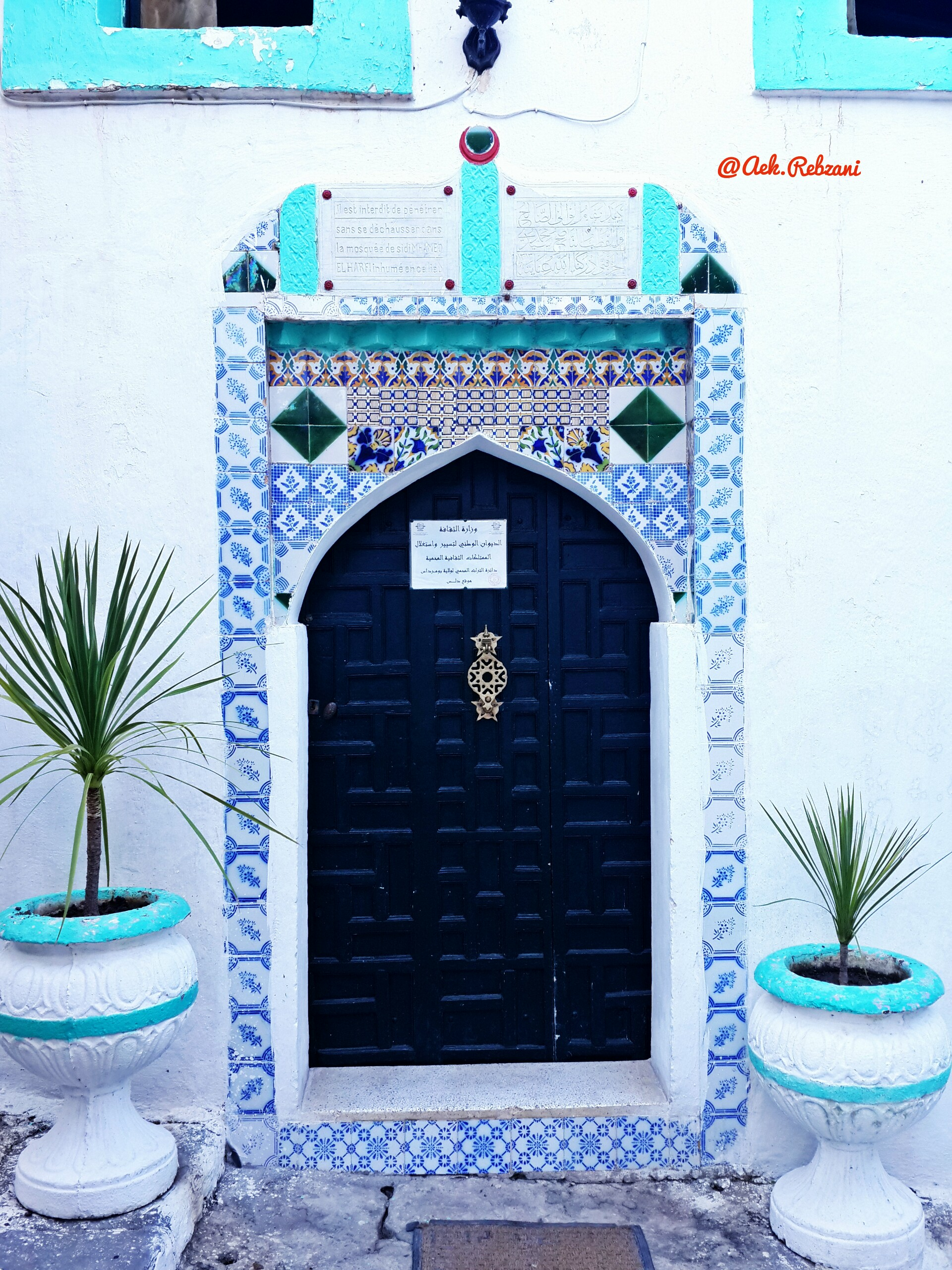
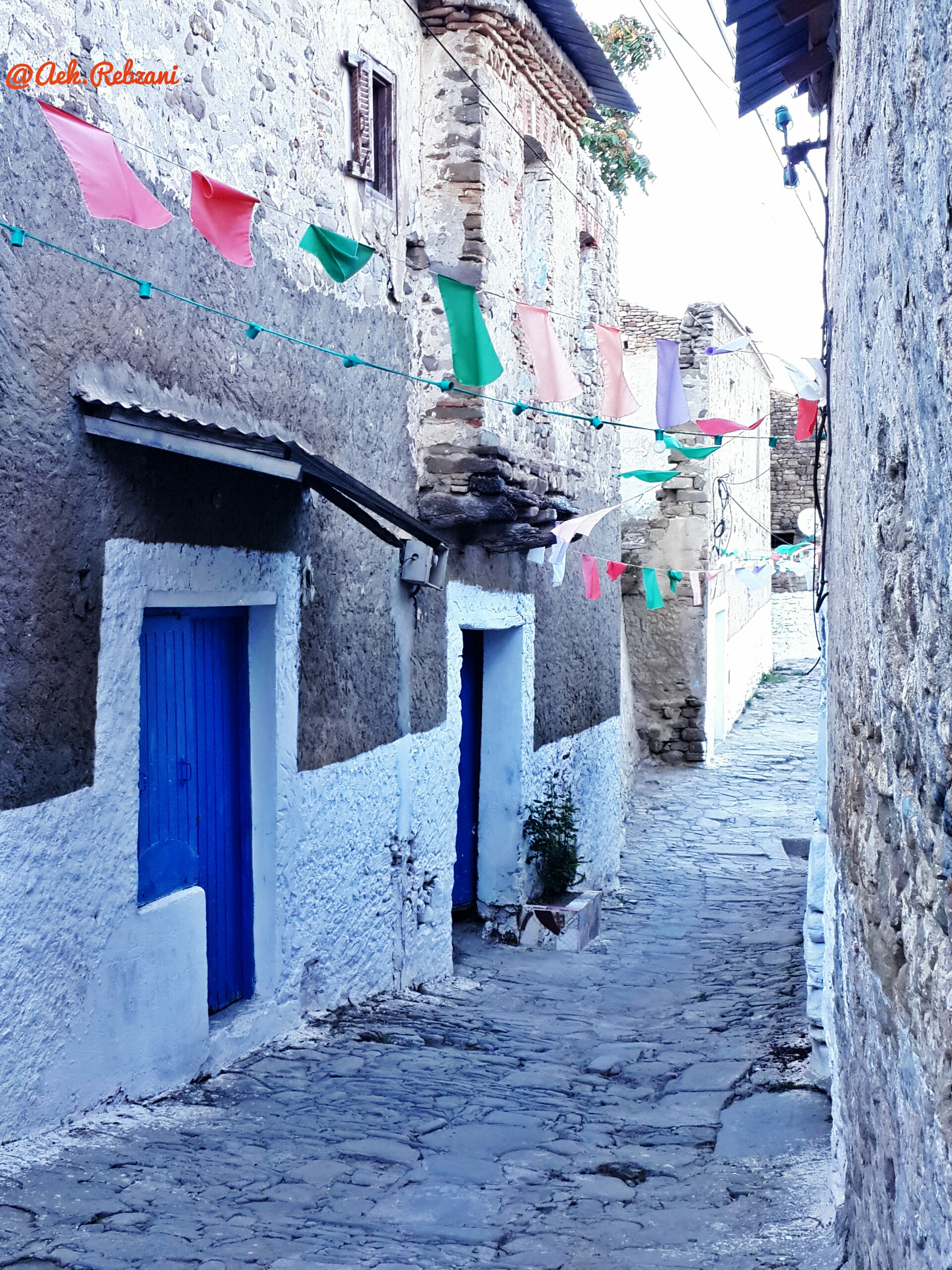
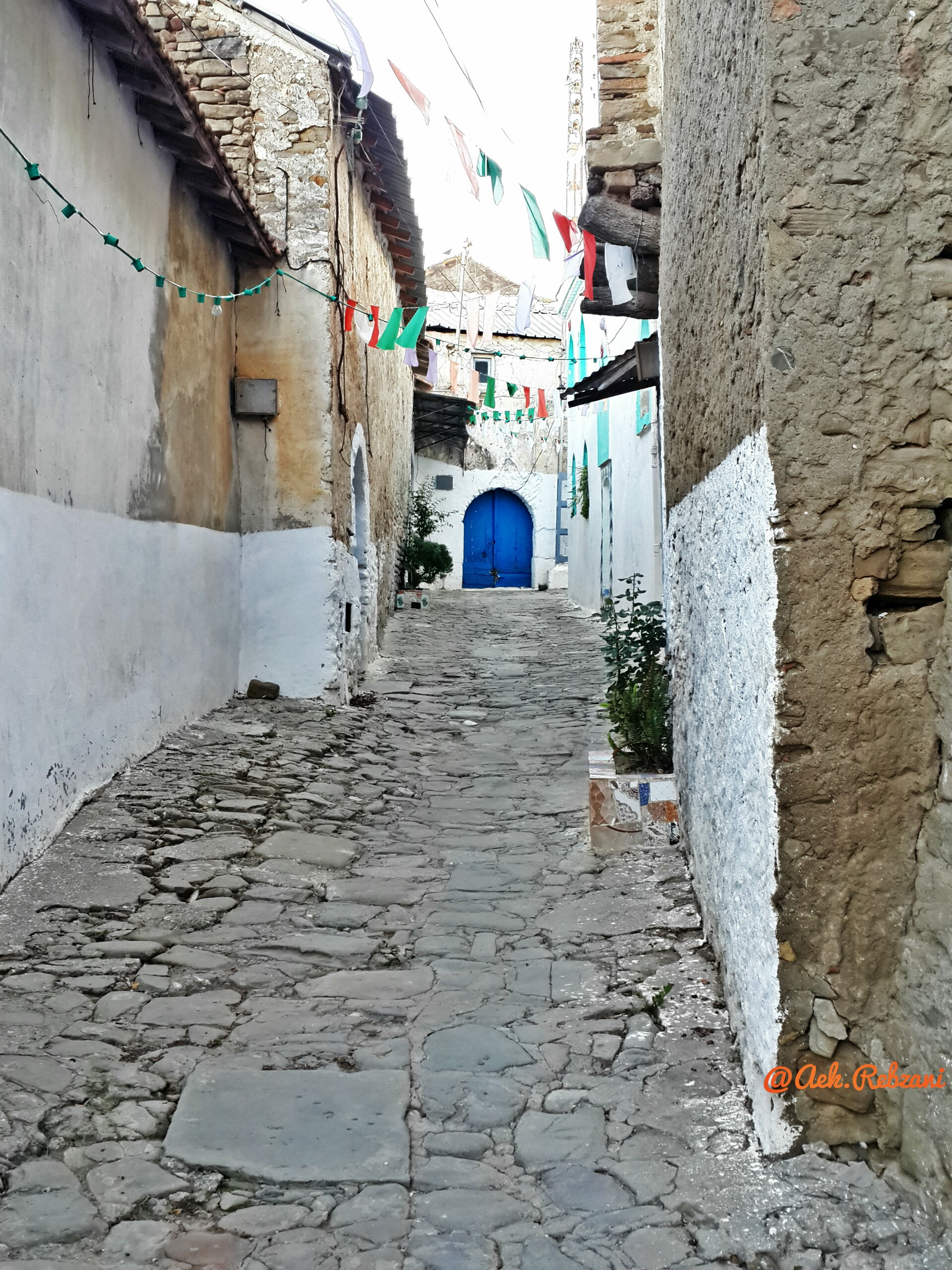
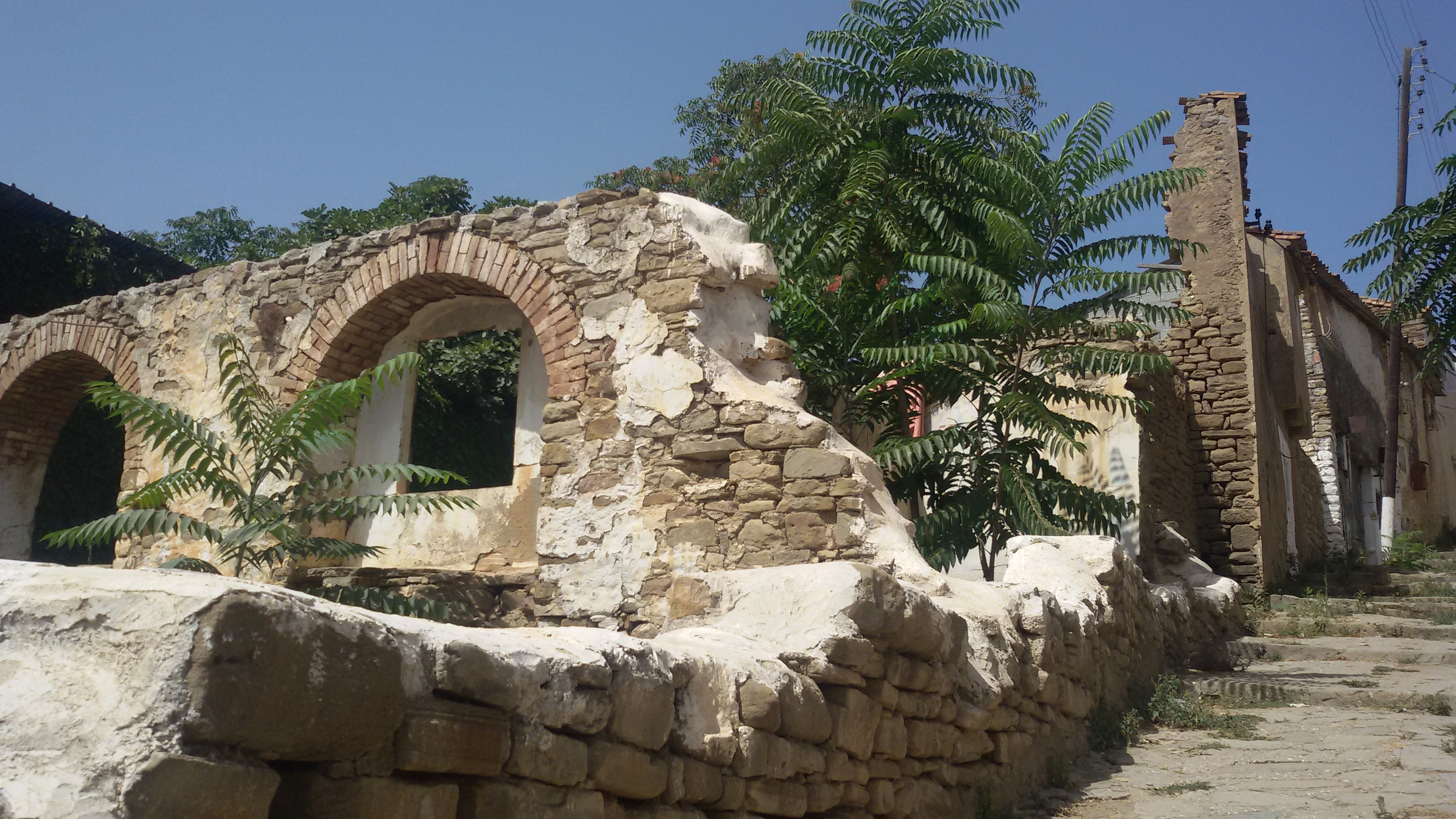

## Culture

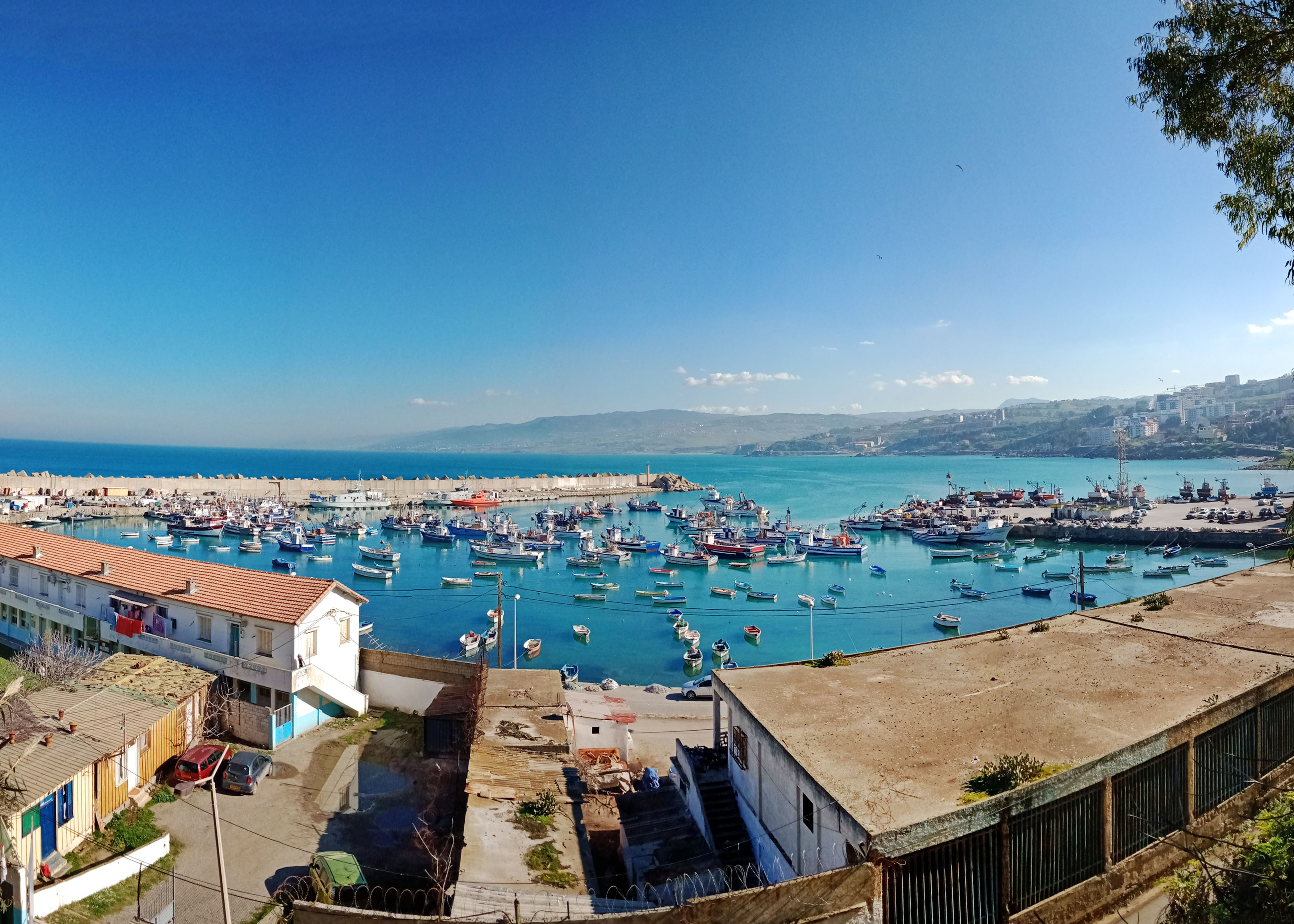
Port de Dellys

Un film documentaire Tidelès, ville millénaire, a été réalisé en 2019, par Salah Bouflah. Il retrace l'histoire de la région de Boumerdès et notamment de la vieille ville de Dellys.
L'ancien lycée technique est l'un des plus vieux établissements d'enseignement en Algérie, il était connu à l'échelle nationale. Baptisé du nom de Larbi Ben M'hidi en 1976, il est réduit à un simple lycée d’enseignement général depuis 2005.
La ville est connue pour ses 24 saints marabouts et le couscous à la bonite. Elle a été réputée pour ses nombreux oulémas, elle abritait cinq écoles pour l'enseignement coranique, la charia et la langue arabe.

## Parler

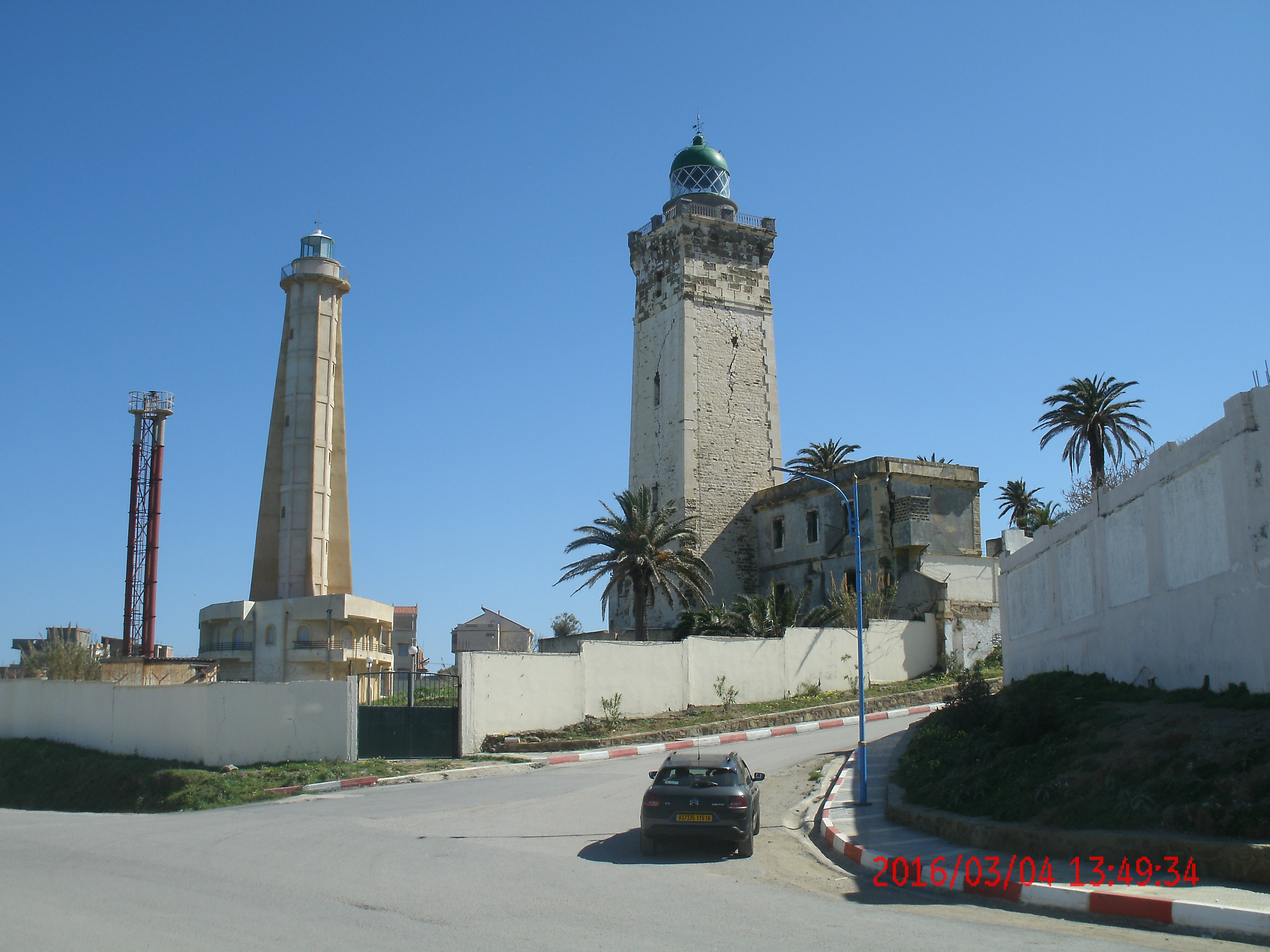
Phares de Cap Bengut.

Les habitants de Dellys sont d'origine amazighe, mais comme la plupart des tribus du voisinage, et plus largement de la région de l'Algérois, ils ne parlent plus que l’arabe.
Le parler arabe de Dellys est rattaché aux parlers citadins d'Algérie centrale. Il se distingue par la préservation des interdentales, absentes dans les autres dialectes pré-hilaliens. L'influence berbère andalouse et plus tard bédouine sont toutes observables dans son lexique, et parfois dans sa grammaire. Il conserve un important vocabulaire précolonial relatif à la pêche et à la faune marines, qui est largement remplacé par des emprunts au Français dans d'autres villes de la région.

## Personnalités liées à la commune
- Abderrahmane Abdelli, musicien
- Habib Ayyoub, écrivain
- Abderrahmane Benhamida, ex-ministre, y est né en 1931
- Abderrahmane Hammad, athlète, président du comité olympique Algérie et ministre  y est né en 1977
- Abderrahmane Ibrir, joueur de football franco-algérien y est né en 1919.
- Marcienne de Dellys, sainte et martyre chrétienne, y est née au IVe siècle.
- Mohamed Saïd Mazouzi, y est né en 1924
- Rachid Nadji, footballeur, y est né en 1985
- Jean Raoux, général Français; y est né en 1919
- Fernand Widal, médecin français, connu pour ses travaux sur la fièvre typhoïde, y est né en 1862.
- Abdelkader Zerrar, footballeur et entraîneur y est né en 1934